# Astal
Astal (in arabo أسطال‎?) è un villaggio egiziano nel Governatorato di Minya.
Secondo il censimento del 2006, la popolazione totale di Astal assommava a 6304 persone, di cui 3232 uomini e 3072 donne.
Nel villaggio nacque il Feldmaresciallo (Mushīr) ʿAbd al-Ḥakīm ʿĀmir.